# Lavochkin La-11
El Lavochkin La-11 (en ruso: Ла-11, designación OTAN: Fang), inicialmente denominado La-134, fue un caza monomotor de ala baja fabricado por la oficina de diseño soviética Lavochkin durante finales de los años 40 y principios de los 50 a partir del Lavochkin La-9, después del requerimiento de la Fuerza Aérea Soviética de un modelo con mayor autonomía para actuar como caza de escolta de los bombarderos Tupolev Tu-4.
Fue uno de los últimos cazas con motor de explosión fabricados en la Unión Soviética, ya que desde entonces los aviones a reacción se empezaron a imponer, y fue exportado a China, formando parte de la Fuerza Aérea del Ejército Popular de Liberación, llegando a participar en la guerra civil china durante las últimas semanas de la misma, y a Corea del Norte, donde participó en la guerra de Corea como parte de la Fuerza Aérea Popular de Corea.

## Historia y desarrollo
Durante el desarrollo del Lavochkin La-130 (denominación inicial que recibió el prototipo del Lavochkin La-9), el gobierno soviético pidió a la oficina de diseño Lavochkin el desarrollo de un modelo con mayor autonomía de vuelo, para que pudiera actuar como caza de escolta de los bombarderos Tupolev Tu-4 de la Fuerza Aérea Soviética. El resultado de esa petición fue el Lavochkin La-134, en ocasiones también denominado La-9M, que realizó su primer vuelo en junio de 1947, y que consistía en una evolución de La-9 que contaba con una capacidad incrementada de combustible, pasando de 824 a 1.100 litros, aunque el armamento se vio reducido a tres cañones.
El segundo prototipo, denominado La-134D contaba con una capacidad aún más incrementada de combustible, ya que iba equipado con depósitos adicionales externos y en las alas, que le conferían una capacidad adicional de 275 litros. Este prototipo estaba equipado con unos neumáticos de mayor tamaño para compensar el incremento de peso del avión, además de contar con mejoras que facilitaban la comodidad del piloto en vuelos largos, como eran un asiento más cómodo, reposacabezas, reposabrazos y un orinal. También se le instaló un equipo de navegación y comunicaciones por radio.
Sin embargo, el incremento de la capacidad de combustible hizo que su capacidad de combate se resintiera, aunque según se iba consumiendo hasta llegar a los niveles del La-9, esta capacidad pasaba a ser similar a la del mismo, aunque por encima de los 7000 metros de altura, sus capacidades eran limitadas.
El nuevo caza, que recibió la denominación La-11, se mantuvo en producción entre 1947 y 1951, fabricándose en este periodo un total de 1.182 unidades.

## Historia operacional
En 1948 la Unión Soviética decidió desplegar algunos Lavochkin La-11 en bases cercanas al Polo Norte junto con algunos aviones de transporte Ilyushin Il-12 y Lisunov Li-2, aviones de reconocimiento Tupolev Tu-6 y bombarderos Tupolev Tu-4, ya que era el único lugar desde el cual estos últimos podían alcanzar objetivos en territorio estadounidense. El 7 de mayo de ese año llegaron los tres primeros La-11 a la zona junto con un Tu-6, siendo el día siguiente el primero en el que realizaron misiones de entrenamiento desde aquella base.
El primer combate documentado en el que participó un Lavochkin La-11 tuvo lugar el 8 de abril de 1950 sobre el mar Báltico, 16 km al sur de la ciudad letona de Liepaja (en ese momento parte de la Unión Soviética), cuando cuatro de estos cazas derribó un Consolidated PB4Y-2 Privateer de la Armada de los Estados Unidos, muriendo los 10 miembros de la tripulación. El 6 de noviembre de 1951 dos La-11 derribaron un Lockheed P-2 Neptune también de la Armada estadounidense, en el mar de Japón, cerca de la ciudad soviética de Vladivostok.
Durante la primera parte de los años 50, en el transcurso de la guerra de Corea, aviones La-11 realizaron misiones de patrulla aérea de combate sobre Corea del Norte, teniendo como objetivo principal a los bombarderos nocturnos estadounidenses Douglas A-26 Invader, aunque también tuvieron numerosos enfrentamientos con cazas North American P-51 Mustang.

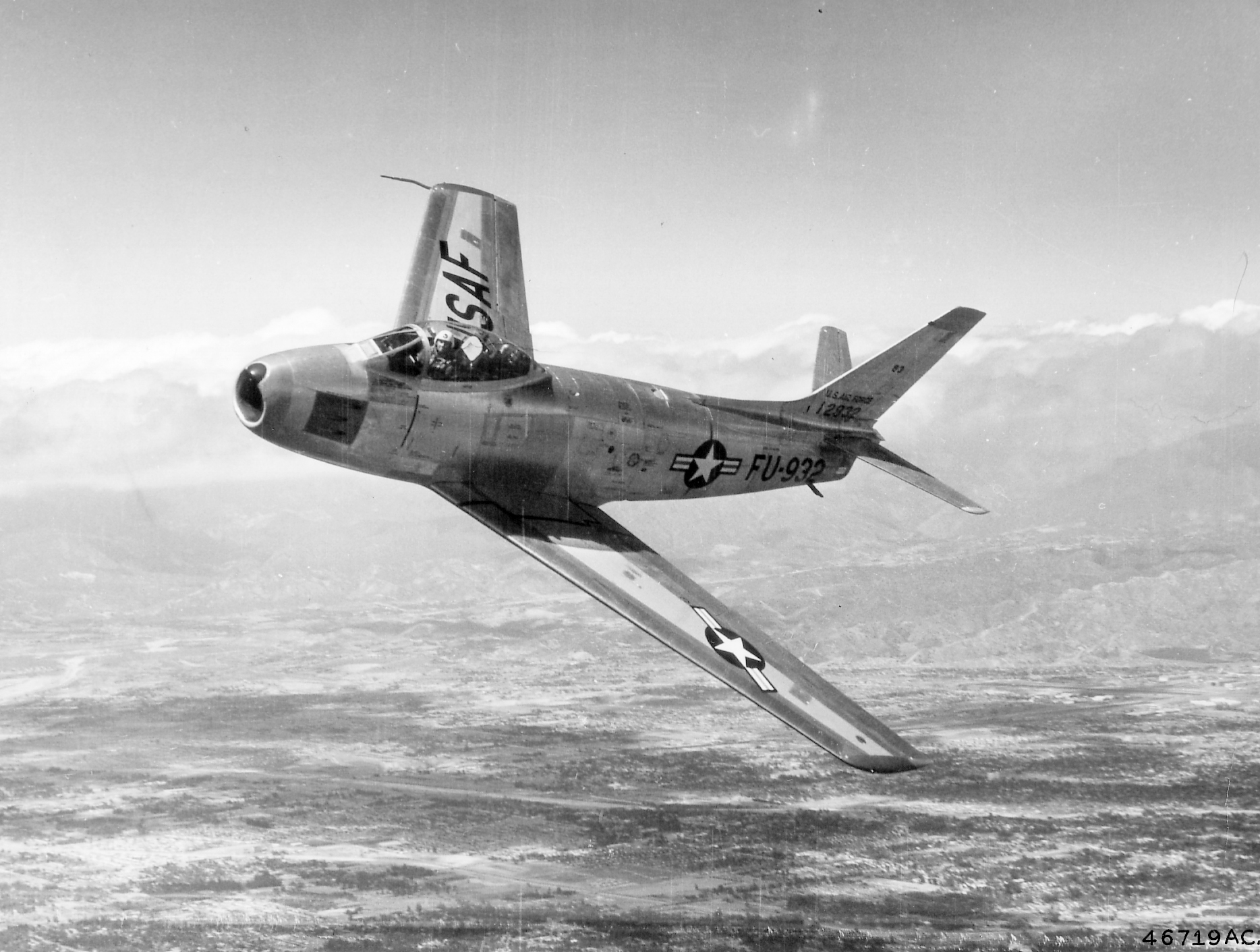
Caza a reacción North American F-86 Sabre empleado en la guerra de Corea.

Durante ese conflicto, los La-11 a menudo intentaron interceptar a los bombarderos Boeing B-29 Superfortress, con un pobre resultado, ya que un avión La-11 requería 26 minutos para alcanzar la altitud de vuelo del B-29, y una vez allí únicamente contaba con una ventaja de 20 km/h de velocidad, que hacía que el bombardero pudiera evadirse fácilmente con un descenso poco profundo.
Con el rápido desarrollo de los motores a reacción, que mejoraban mucho el rendimiento, los aviones con motores de explosión como el La-11 pronto pasaron a un segundo plano, ya que eran fácilmente batidos por los Lockheed P-80 Shooting Star y Grumman F9F Panther estadounidenses, que superaban a los aviones soviéticos hasta la llegada del Mikoyan-Gurevich MiG-15, y más tarde por el North American F-86 Sabre también estadounidense.

## Operadores
China
- Fuerza Aérea del Ejército Popular de Liberación: 60 unidades que participaron en la guerra civil china.[2]

 Corea del Norte
- Fuerza Aérea Popular de Corea: un número indeterminado de unidades que participaron en la guerra de Corea.[4]

 Unión Soviética
- Fuerza Aérea Soviética

## Especificaciones

### Características generales
- Tripulación: 1 piloto
- Longitud: 8,62 m
- Envergadura: 9,80 m
- Altura: 3,47 m
- Superficie alar: 17,6 m²
- Peso vacío: 2.770 kg
- Peso cargado: 3.730 kg
- Peso máximo al despegue: 3.996 kg
- Planta motriz: 1× motor radial Shvetsov ASh-82FN.
  - Potencia: 1.850 CV 1.380 kW

### Rendimiento
- Velocidad nunca excedida (Vne): 674 km/h 419 mph
- Radio de acción: 2.235 km 1.388 mi
- Techo de vuelo: 10.250 m 33.628 pies
- Régimen de ascenso: 7,58 m/min 2.487 pies/min
- Carga alar: 212 kg/m² 44 lb/ft²
- Potencia/peso: 0,37 kW/kg 0,23 CV/lb

### Armamento
- Armas de proyectiles: 3 cañones Nudelman-Suranov NS-23 de 23 mm

### Desarrollos relacionados
- Lavochkin La-126
- Lavochkin La-9
- Lavochkin La-138

### Aeronaves similares
- Chance Vought F4U Corsair
- Grumman F8F Bearcat
- North American P-51 Mustang
- Hawker Sea Fury

### Secuencias de designación
- Aviones de caza de Lavochkin: LaGG-1 • LaGG-3 • La-5 • La-7 • La-9 • La-11 • La-15

### Listas relacionadas
- Anexo:Cazas con motores de pistón posteriores a la Segunda Guerra Mundial